# Diga del Dez
La diga sul fiume Dez è uno sbarramento del tipo a cupola costruito in Iran da un consorzio italiano facente capo all'Impregilo. La diga è stata completata nel 1963 su progetto dell'ingegnere italiano Guido Oberti.

## Utilizzo
L'impianto forma un bacino di 3.340 milioni di metri cubi d'acqua utilizzati per la produzione di energia idroelettrica e per l'irrigazione di alcuni territori limitrofi. Il corpo della diga è realizzato in calcestruzzo ed è alto 203 metri.
La centrale elettrica ospita otto turbine Francis per una potenza installata complessiva di 520 MW.